# Harald Schmitz-Schmelzer
Harald Schmitz-Schmelzer (* 8. März 1953 in Duisburg als Harald Schmitz; † 3. Dezember 2019 in Mülheim an der Ruhr) war ein deutscher Maler und Objektkünstler.

## Leben
Harald Schmitz-Schmelzer studierte von 1973 bis 1981 an der Kunstakademie Düsseldorf Kunst und Kunstgeschichte. 1977 wurde er dort zum Meisterschüler ernannt.
Schmitz-Schmelzer hatte von 1977 bis 1983 einen Lehrauftrag an der Gesamthochschule Universität Duisburg und unterrichtete lange Jahre am Max-Planck-Gymnasium in Duisburg das Fach Kunst.
Seit 1980 lebte und arbeitete er in Mülheim an der Ruhr.

## Werk
Nach einem Studium der Malerei und der Auseinandersetzung mit traditionellen Farbmaterialien begann Schmitz-Schmelzer noch in den 70er-Jahren immer mehr mit Lacken und Kunststoffen zu arbeiten und mit verschiedenen Bildträgerformaten wie Stelen und Kreisformen zu experimentieren.
Die so entstehende Schwierigkeit, die Objekte Schmitz-Schmelzers genau zu definieren und zu kategorisieren, erfasste bereits 1981 Professor Reinhard Hoeps in der Beschreibung einer der damaligen Installationen Schmitz-Schmelzers: „[die Arbeit] erschließt eine Lücke zwischen Bild und Skulptur“ und „Dieses Wechselspiel von Raum und Malerei im Austausch der Dimensionalitäten impliziert ihre gegenseitige Beeinflussung, die in jedem Bild vorhanden ist.“
Diese Hybridität der Arbeiten setzte sich fort. Seine „Farbraumkörper“ oder „Wandbildobjekte“ entstanden aus mit Pigment eingefärbtem und auf Träger aus Holz gegossenem Kunstharz, das im Anschluss durch Schleifen und Polieren auf Hochglanz gebracht wurde. „Zur Wand hin dient ein unterschiedlich breites Holzstück quasi als Bildträger und das Holz kann […] durchaus eine starke Eigendynamik entfalten.“

## Einzelausstellungen (Auswahl)
- 2018 Dialogue: Harald Schmitz-Schmelzer and Troy Simmons, JanKossen Contemporary, New York City
- Infinities of Colour Galerie Bernd Lausberg, Düsseldorf
- A Wall Galerie de Bellefeuille, Montreal / Toronto
- New Works, Gallery van Dun, Oisterwijk
- 2017 Sharp Shapes, Galerie von Braunbehrens, Stuttgart
- Unter der Oberfläche, Galerie Frank Schlag, Essen
- Schmitz-Schmelzer, Galerie de Bellefeuille, Montreal
- Awakening, Galerie ProArta, Zürich (mit A. Cont)
- 2016 Etheral Stone, Jan Kossen, NYC
- 2015 Neue Arbeiten, Galerie Frank Schlag & CIE., Essen
- 2014 Enzyklopädien, Galerie Bernd A. Lausberg, Düsseldorf
- 2011 Lionization of Color, De Buck Gallery, NYC
- 2011 Science of Color, Elaine Baker Gallery, Boca Raton
- 2010 Chroma, Galerie de Bellefeuille, Montreal
- 2008 Hybriden, Galerie ProArta, Zürich
- 2003 Galerie von Braunbehrens, München
- 2002 Show Low, das Blaue Wunder und das Naturtheater von Oklahoma Kunstverein Dresden-Loschwitz
- 2001 Verein für aktuelle Kunst, Oberhausen
- 1997 Der chinesische Wildfasan, Kunstmuseum Mülheim an der Ruhr

## Internationale Messebeteiligung (Auswahl)
- 2018 Art Palm Beach, Florida, Art Wynwood, Miami, Art New York, Pier 94, Art Aspen, Art Karlsruhe
- 2007 Art Karlsruhe
- 2006 ART.FAIR (Köln)
- 2006 Art Moskow (Russland)
- 2005, 2006, 2007 KIAF Seoul (Korea)
- 2005, 2006, 2007 TIAF Toronto (Kanada)
- 2005 Art Miami (USA)
- 2005 Chicago Contemporary & Classics (USA)
- 2004, 2005, 2006 Kunst Zürich (Schweiz)
- 2003, 2004, 2007 Art Cologne (Köln)
- 1999, 2000, 2002, 2003, 2004, 2005 Art Frankfurt

## Gruppenausstellungen (Auswahl)
- 2017 Jackson Pollock Visiting, Galerie an der Ruhr / RUHR GALLERY, Mülheim
- 2015 Impulse, Reason, Sense, Conflict. , Cisneros Fontanals Art Foundation, Miami
- 2013 No Paint, Gallery Sonja Roesch, Houston
- 2012 47/12, Lehmbruck-Museum, Duisburg
- 2012 Best of Ruhrgebiet – Top Twenty, Galerie Frank Schlag, Essen
- 2010 100 + 1 Jahr, Ausgesuchte Arbeiten der Sammlung Kunstmuseum Mülheim an der Ruhr